# Влада Бранислава Иконића
Влада Бранислава Иконића је била десето Извршно веће Социјалистичке Републике Србије. Формирана је 5. маја 1982. и трајала је до 6. маја 1986. године.

## Састав Владе
| Функција                    | Слика | Име и презиме    | Странка        | Детаљи |
| --------------------------- | ----- | ---------------- | -------------- | ------ |
| Председник Извршног већа    |       | Бранислав Иконић | СК Југославије |        |
| Секретари                   |       |                  |                |        |
| Секретар унутрашњих послова |       | Светомир Лаловић | СК Југославије |        |